# Alexandre do Nascimento
Alexandre do Nascimento (Malanje, 1 maart 1925 – Luanda,  28 september 2024) was een Angolees  kardinaal en aartsbisschop van Luanda. Hij werd op 31 augustus 1975 tot bisschop gewijd en werd bisschop van Malanje. In 1977 werd hij aartsbisschop van Lubango en in 1986 van Luanda. Dit laatste ambt vervulde hij tot zijn emeritaat op 23 januari 2001.

## Biografie
Geboren in Malanje, studeerde do Nascimento aan het seminarie in Banglas, Malanje, en in Luanda. In 1948 ging hij naar Rome om aan de Pauselijke Gregoriaanse Universiteit te studeren, waar hij zijn bachelor in de filosofie en een licentiaat in theologie (master) behaalde. Op 20 december 1952 werd hij tot priester gewijd, waarna hij lesgaf in dogmatiek aan het seminarie van Luanda en hoofdredacteur was van het katholieke nieuwsblad O apostolado. Dat deed hij tot 1956, toen hij priester werd bij de hoofdstedelijke kathedraal.
In 1961 bij het begin van de onafhankelijkheidsstrijd ging Nascimento naar Lissabon. In Portugal deed hij pastoraal werk, deed dienst als counselor en studeerde Burgerlijk Recht aan de Universiteit. Na terugkeer naar Angola in 1971 onderwees hij moraaltheologie aan het Pius XII Instituut voor Sociale Wetenschappen en diende als lid van de diocesane curie van Lubango, was secretaris-generaal van de Angolese Caritas, en begeleider van studenten en voormalig politiek gevangenen.
Op 10 augustus 1975 werd Nascimento benoemd als de vierde bisschop van Malanje door paus Paulus VI. Hij werd ingewijd door aartsbisschop Giovanni De Andrea op 31 augustus. Nascimento was vice-president van de Angolese bisschoppenconferentie van 1975 tot 1981, en werd op 3 februari 1977 de derde aartsbisschop van Lubango. Tijdens een pastoraal bezoek in oktober 1982 werd hij ontvoerd door guerrilla's; in november werd hij vrijgelaten na een door paus Johannes Paulus II gedane oproep.
Johannes Paulus II benoemde hem in februari 1983 tot kardinaal-priester met als titelkerk de San Marco Evangelista in Agro Laurentino in Rome. Hij werd op 16 februari 1986 benoemd tot 34e aartsbisschop van Luanda, op 23 januari 2001 ging hij met emeritaat. Nascimento kon het conclaaf van 2005 niet bijwonen omdat hij juist de leeftijd van 80 jaar had bereikt.
Nascimento werd door het overlijden van Jozef Tomko op 8 augustus 2022 het oudste lid van het College van Kardinalen. Hij bleef dit tot zijn eigen overlijden op 99-jarige leeftijd op 28 september 2024.